# Distretto di Ghazni
Il distretto di Ghazni è un distretto dell'Afghanistan appartenente alla provincia di Ghazni. Viene stimata una popolazione di 53 180 abitanti (stima 2016-17).